# Provincias Ilirias
Las Provincias Ilirias (en francés: Provinces illyriennes) constituyeron un Estado satélite del Primer Imperio francés situado en la costa septentrional y oriental del mar Adriático, en lo que fue la región histórica de Iliria.
Las Provincias Ilirias se crearon el 14 de octubre de 1809 a raíz del Tratado de Schönbrunn, por el cual, entre otras disposiciones, el Imperio austriaco cedía Trieste y Dalmacia al Imperio Napoleónico. A estos territorios se les sumó la República de Ragusa, anexionada por Francia un año antes.
La autoridad francesa la ostentaba un Gobernador General, el primero de los cuales fue el general Auguste Marmont y por la parte civil el científico Vincenzo Dandolo. Entre las novedades que se implantaron en la región destaca la de un nuevo código civil y de un nuevo código sanitario "Istruzioni sui lazzaretti".
En agosto de 1813, Austria declaró de nuevo la guerra a Napoleón e invadió las Provincias Ilirias, apoyada por las tropas croatas que desertaban del ejército francés. Poco después estallaba en Dubrovnik una insurrección contra los franceses, que los expulsó con la esperanza de restaurar la República de Ragusa. Sin embargo, tras la ocupación austriaca, esto nunca se llegó a consumar.
Con la derrota definitiva de Napoleón en 1815, el Congreso de Viena ratificaba la soberanía austriaca en la región y se formaron los reinos de Iliria y Dalmacia, como parte del Imperio austríaco.

## Administración

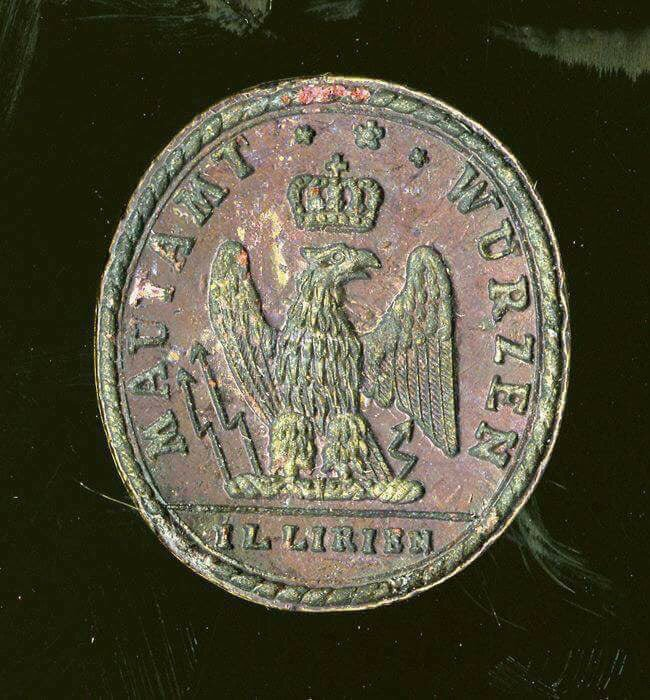
Sello de la Provincias Ilirias

La capital fue establecida en Liubliana —en la actual Eslovenia— de acuerdo al decreto de Napoleón en la organización de iliria (Decret sur l'organisation de l'Illyrie), emitido el 15 de abril de 1811, el gobierno central de las provincias iliricas (Gouvernement general française des provinces d'Illyrie), en Liubliana consistía de un gobernador general (gouverneur-général), de un superintendente de finanazas (intendant général des finances), y de un comisionado judicial (commissaire de justice). Con dos jueces del tribunal de apelación de Liubliana, ellos conformaban el consejo menor (Petit conseil), como la suprema autoridad judicial y administrativa en las provincias.